# American Horror Story: Roanoke
American Horror Story: Roanoke es la sexta temporada de la serie de televisión de antología y terror de FX, American Horror Story. La temporada se estrenó el 14 de septiembre de 2016, siendo la primera temporada en estrenarse fuera de octubre desde su inicio, y finalizó el 16 de noviembre de 2016.
Los detalles sobre la trama se mantuvieron en secreto durante meses, pero se dio a conocer que estaría ambientada en el presente y contaría con hechos ocurridos en el pasado. El título de la temporada, Roanoke, se conoció luego de emitirse el primer episodio, el cual hace referencia a la Colonia de Roanoke en la década de 1590. El primer episodio reveló que la temporada sería presentada en forma de un documental paranormal titulado My Roanoke Nightmare, que recrea las vivencias de una pareja casada luego de trasladarse a Carolina del Norte.
La temporada cuenta con el regreso de actores de temporadas pasadas como Evan Peters, Sarah Paulson, Lily Rabe, Denis O'Hare, Kathy Bates, Frances Conroy, Angela Bassett, Taissa Farmiga, Wes Bentley, Finn Wittrock, Lady Gaga, Cheyenne Jackson, Leslie Jordan, Adina Porter y Robin Weigert, y con el ingreso de Cuba Gooding Jr., y de Andre Holland como nuevos actores. 
Roanoke recibió críticas generalmente positivas, con los críticos señalando la tenue estética y la estimulación en comparación con las temporadas anteriores.

## Trama
La primera parte de la temporada se presenta en el documental My Roanoke Nightmare, centrada en la experiencia vivida por la pareja Shelby Miller (Lily Rabe) y Matt Miller (Andre Holland) (recreados por Audrey Tindall (Sarah Paulson) y Dominic Banks (Cuba Gooding Jr.) respectivamente) quienes llegan a vivir a una casa colonial en Carolina del Norte en donde en el pasado se estableció la Colonia de Roanoke que desapareció misteriosamente. Desde el momento en que la pareja se instala en su nuevo hogar, una serie de eventos paranormales comienzan a suceder a su alrededor.
La segunda parte, ambientada un año después, y con el éxito que causó My Roanoke Nightmare; el ejecutivo que produjo el show, Sidney Aaron James (Cheyenne Jackson), planea una segunda temporada llamada Return to Roanoke: Three Days in Hell, donde los actores de las recreaciones y sus contra-partes del mundo real se reúnen bajo el techo de la casa en Roanoke durante los tres días de la luna de sangre; sin pensar en los peligros que allí los esperarían.
El capítulo final es a modo de conclusión sobre las consecuencias sociales que ocasionaron las dos temporadas del programa, proyectadas en un único superviviente.

## Elenco y personajes

### Personajes principales
- Kathy Bates como Agnes Mary Winstead 
  - Thomasin «La Carnicera» White en My Roanoke Nightmare
- Sarah Paulson como Audrey Tindall / Lana Winters
  - Shelby Miller en My Roanoke Nightmare
- Cuba Gooding Jr. como Dominic Banks 
  - Matt Miller en My Roanoke Nightmare
- Lily Rabe como Shelby Miller
- Andre Holland como Matt Miller
- Denis O'Hare como William Van Henderson 
  - Dr. Elias Cunningham en My Roanoke Nightmare
- Wes Bentley como Dylan 
  - Ambrose White en My Roanoke Nightmare
- Evan Peters como Rory Monahan 
  - Edward Philippe Mott en My Roanoke Nightmare
- Cheyenne Jackson como Sidney Aaron James
- Angela Bassett como Monet Tumusiime 
  - Lee Harris en My Roanoke Nightmare

### Estrellas especiales invitadas
- Lady Gaga como Scathach*
- Finn Wittrock como Jether Polk
- Frances Conroy como Mama Polk*

### Personajes recurrentes
- Adina Porter como Lee Harris
- Leslie Jordan como Ashley Gilbert 
  - Cricket Marlowe en My Roanoke Nightmare
- Saniyya Sidney como Flora Harris*
- Charles Malik Whitfield como Mason Harris*
- Colby French como el Oficial de Policía*
- Maya Rose Berko como la enfermera Miranda*
- Kristen Rakes como la enfermera Bridget*
- Grady Lee Richmond como Ismael Polk*
- Chaz Bono como Brian Wells 
  - Lot Polk en My Roanoke Nightmare
- Orson Chaplin como Cain Polk*
- Robin Weigert como Mama Polk
- Savannah Rose como Priscilla*
- Billy Snow como Rhett Snow

### Personajes invitados
- Doris Kearns Goodwin como ella misma
- Henderson Wade como Guinness*
- Shannon Lucio como Diana Cross
- Taissa Farmiga como Sophie Green
- Jacob Artist como Todd Connors
- Jon Bass como Milo
- Emma Bell como Tracy Logan
- Simone Baker como Flora Harris
- Susan Berger como The Butcher
- Elliott Ehlers como Edward Philippe Mott
- Joe Alvarez como Mason Harris
- Trixie Mattel como Trixie Mattel (ella misma)

*Estos actores interpretan sus personajes exclusivamente en la recreación de My Roanoke Nightmare.

## Episodios
| N.º en serie | N.º en temp. | Título                   | Dirigido por          | Escrito por                 | Fecha de emisión original | Código de prod. | Audiencia (millones) |
| --- | ------------ | ------------------------ | --------------------- | --------------------------- | ------------------------- | --------------- | -------------------- |
| 64 | 1            | «Chapter 1»              | Bradley Buecker       | Ryan Murphy & Brad Falchuk  | 14 de septiembre de 2016  | 6ATS01          | 5,14                 |
| Shelby y Matt Miller dan testimonio sobre su vivencia en un programa llamado My Roanoke Nightmare. Luego de sufrir un aborto y ser víctimas de un ataque racial contra Matt, ambos se mudan a Carolina del Norte donde encuentran una casa de campo colonial. Intrigados por la casa realizan su compra, superando la oferta de una familia hostil de lugareños: la familia Polk. Una noche, un grito del exterior de la casa interrumpe a la pareja, Matt investiga la destrucción del exterior y asume que fue obra de los Polk. Shelby escucha caer granizo sobre la casa, lo que resultó ser dientes humanos cayendo del cielo; los cuales desaparecen momento después. Shelby es atacada mientras Matt está trabajando, diciendo que unas personas con vestimentas coloniales trataron de ahogarla. Matt llama a su hermana, Lee, una expolicía, para que le haga compañía a Shelby. Ambas son encerradas en el sótano luego de saber que alguien ha irrumpido en la casa. Cuando logran escapar, la casa ha sido cubierta de misteriosos muñecos coloniales colgando del techo. Shelby, aterrada, escapa del lugar y en la carretera atropella a una mujer quien desaparece en el bosque. Shelby trata de encontrarla, pero se pierde y es encontrada por un grupo de colonos. Un hombre con parte de su cerebro descubierto aparece de la nada, haciendo que Shelby grite aterrada. |              |                          |                       |                             |                           |                 |                      |
| 65 | 2            | «Chapter 2»              | Michael Goi           | Tim Minear                  | 21 de septiembre de 2016  | 6ATS02          | 3,27                 |
| Shelby es testigo de cómo el grupo de colonos sacrifican a un hombre; escapa del lugar antes de que los colonos la atrapen y es encontrada por Lee en la carretera. Shelby y Matt deciden seguir viviendo en la casa a pesar de los intentos de desalojo. Luego de descubrir un tótem quemándose cerca de la casa, Matt y Shelby finalmente reciben resguardo policial. Un nuevo suceso ocurre en la casa, incluyendo a Matt, Lee y su hija Flora. Shelby y Matt descubren un sótano exterior a la casa y una cinta de vídeo donde el dueño anterior del recinto, el Dr. Elias Cunningham, detalla la actividad paranormal de la casa. Después de verificar la verdad de la historia, Shelby y Matt se sienten atrapados dado que todo su dinero fue invertido en la casa y no tienen cómo recuperarlo. Mientras tanto, Lee viola el acuerdo de custodia con su exmarido, Mason, y trae a Flora a la casa en un intento de pasar más tiempo con ella. Flora desaparece, cayendo en manos de una entidad fantasmal llamada Priscilla. Matt, Shelby y Lee salen en su búsqueda, pero solo encuentran su sudadera en la parte superior de un gran y alto pino. |              |                          |                       |                             |                           |                 |                      |
| 66 | 3            | «Chapter 3» «Capítulo 3» | Jennifer Lynch        | James Wong                  | 28 de septiembre de 2016  | 6ATS03          | 3,08                 |
| Lee, Matt y Shelby comienzan la búsqueda de Flora, pero en el proceso Mason es encontrado muerto. Shelby sospecha de Lee y las cámaras de seguridad muestran que ella le siguió fuera de la casa durante la noche. Mientras tanto, los Polk desaparecen, dejando atrás a dos hijos salvajes. Cricket, un psíquico, afirma ser capaz de localizar a Flora y Lee le paga para encontrarla. En la entrevista documental, Lee discute la desaparición de su primera hija, años antes de la desaparición de Flora. Cricket revela que Priscilla es una niña muerta en el siglo XVI, y que la casa es acechada por espíritus dirigidos por Tomasyn White, "La Carnicera", la primera dama de la colonia de Roanoke. Cricket cuenta cómo los colonos se rebelaron contra Tomasyn en ausencia de su marido, quienes la dejaron morir a su suerte en el bosque. En su desesperación, ella entregó su alma a una bruja misteriosa (Lady Gaga) , a cambio de darle poder, y luego volvió a retomar el control de la colonia, obligando a todos a trasladarse a lo que ahora es la casa de Shelby y Matt. Durante un enfrentamiento con los espíritus, Matt desaparece y Shelby lo encuentra teniendo relaciones con la misma misteriosa bruja del bosque. Matt llega a la casa junto a Lee y la encuentran llena de policías, los cuales detienen a esta última. Matt dice no recordar lo que pasó en el bosque, pero Shelby no confía en el ni en Lee. |              |                          |                       |                             |                           |                 |                      |
| 67 | 4            | «Chapter 4» «Capítulo 4» | Marita Grabiak        | John J. Gray                | 5 de octubre de 2016      | 6ATS04          | 2,83                 |
| Seguido a lo ocurrido entre Matt y la mujer del bosque, Shelby cree que Matt y Lee están conspirando contra ella. Esa misma noche, Shelby es atacada por el hombre-cerdo, pero logra ser protegida por el Dr. Cunningham. Este mismo revela la historia tras la actividad paranormal de la casa asegurando que Tomasyn es la responsable de todas las desapariciones en la casa, todos producidos bajo el mismo ciclo lunar de 6 días que ocurre en octubre. El Dr. Cunningham lleva a Shelby y Matt en búsqueda de Flora, pero es supuestamente asesinado por los hombres de Tomasyn. De vuelta en la casa, Matt y Shelby se encuentran con Cricket. Él les cuenta que fue al bosque y se encontró cara a cara con la bruja del bosque, quien se revela como quien tiene el verdadero poder sobre la colonia de Roanoke al ser Tomasyn su protegida. Ella le muestra a Cricket lo que realmente pasó con la colonia: ellos se habían ido de la isla de Roanoke, y vivieron en el lugar que agora estaba la casa de los Miller, hasta el día que Tomasyn los mató a todos para que le sirvieran en la muerte purificando la tierra y librándola de "intrusos". Matt, bajo el poder de la misteriosa mujer, se entera de la vida de esta antes de la colonia, pero es interrumpido por los gritos de Shelby. Tomasyn y la colonia rodean la casa, con Flora acompañándolos, pero Priscilla ayuda a liberarla antes de que "La Carnicera" la matara. Todos huyen a la casa y Shelby y Matt presencian la muerte de Cricket por parte de Ambrose y Tomasyn. |              |                          |                       |                             |                           |                 |                      |
| 68 | 5            | «Chapter 5» «Capítulo 5» | Nelson Cragg          | Akela Cooper                | 12 de octubre de 2016     | 6ATS05          | 2,82                 |
| Doris Kearns Goodwin comenta la historia del primer propietario de la casa, Edward Philippe Mott (Evan Peters). Mott usaba la propiedad como una casa de almacenamiento para su colección de arte y para tener una vida junto a su amante homosexual, quien también era su esclavo. Durante la luna de sangre, Mott es secuestrado por Tomasyn y sus hombres, y fue dado en sacrificio. En la actualidad, la colonia de Roanoke rodea la casa, listos para matar a los Miller. La turba ataca la casa pero Edward aparece y lleva a Shelby, Matt y Flora por unos túneles secretos bajo la casa; después de escapar los deja a su suerte, donde son secuestrados por los Polk. Mama Polk, la madre y jefa de todos los Polk, rompe la pierna de Shelby con el fin de que no escapen y da muerte al Dr. Elias Cunningham, (quien había sobrevivido al ataque de los hombres de Tomasyn) luego de que junto a su familia lo estuvieran comiendo vivo. Los Polks llevan a sus prisioneros frente a Tomasyn como venganza por la pérdida de sus dos hijos salvajes. Tomasyn está a punto de sacrificar a Flora cuando Ambrose le impide completar el ritual y la empuja al fuego como penitencia por los atentados contra la colonia. Mientras tanto, Lee no es arrestada por falta de pruebas y va en búsqueda de Matt y Shelby. Lee regresa y todos logran huir de la propiedad, dejando atrás la casa. |              |                          |                       |                             |                           |                 |                      |
| 69 | 6            | «Chapter 6» «Capítulo 6» | Angela Bassett        | Ned Martel                  | 19 de octubre de 2016     | 6ATS06          | 2,42                 |
| My Roanoke Nightmare fue un total éxito en audiencia. Alentado por ese éxito, Sidney Aaron James, el ejecutivo de la cadena que produjo el show, tiene en mente una nueva temporada titulada Return to Roanoke: Three Days in Hell, donde los actores de las recreaciones y sus contra-partes del mundo real se reúnen bajo el techo de la casa en Roanoke durante los tres días de la luna de sangre. Sidney revela que el motivo original tras el show es exponer a Lee por el asesinato de Mason. Shelby está reacia a participar, pero acepta para tener una oportunidad de reencontrarse con Matt, ya que luego del show tuvieron problemas y Shelby tuvo una relación corta con Dominc Banks, actor que interpretó a Matt, haciendo que su relación terminara. La vida de los actores de las recreaciones es conocida. Un trabajador muere misteriosamente en la casa, haciendo que Diana, una ejecutiva y colega de Sidney, renuncie al proyecto; Diana es asesinada por el hombre-cerdo mientras trata de alejarse de la casa, viendo a Priscilla en el trayecto. Las grabaciones del show inician y los actores comienzan a vivir los horrores dentro de la casa. Se conoce que la serie nunca llegó a emitirse, dado que todos los participantes murieron a excepción de uno. Las grabaciones de la casa muestran que Rory (Evan Peters) fue la primera víctima, muriendo a manos de las enfermeras. |              |                          |                       |                             |                           |                 |                      |
| 70 | 7            | «Chapter 7»              | Elodie Kenee          | Crystal Liu                 | 26 de octubre de 2016     | 6ATS07          | 2,62                 |
| Luego del asesinato de Rory, Agnes, consumida por su papel de "La Carnicera", asesina a Sidney y a su equipo de producción. Mientras tanto, la tensión en la casa aumenta entre Matt, Shelby y Dominic; y Monet decide superar su alcoholismo. Las cosas cambian cuando Agnes aparece en la casa y ataca a Shelby, forzando a Lee, Audrey (Sarah Paulson) y Monet (Angela Bassett) a ir al bosque en búsqueda de ayuda. Audrey y Monet comienzan a ser testigos de las distintas ocurrencias sobrenaturales y terroríficas, encuentran a Sidney y al equipo de producción muertos, se topan con Agnes a quien Lee dispara, y también encuentran el cuerpo de Rory colgado en un árbol. Escapando de los colonos, las tres son secuestradas por la familia Polk. Mama Polk corta parte de la pierna de Lee y se las da de comer a Audrey y Monet. Por otro lado, Dominic y Shelby descubren a Matt teniendo relaciones con la bruja del bosque. Matt admite que regresó a la casa solo por ella, causando que Shelby se desestabilice y lo asesine violentamente. Agnes enciende fuego frente a la casa exigiendo a los ocupantes que la abandonen, en ese momento "La Carnicera" real y los demás colonos aparecen, y mata a Agnes partiéndole la cara con su cuchillo. |              |                          |                       |                             |                           |                 |                      |
| 71 | 8            | «Chapter 8»              | Gwyneth Horder-Payton | Todd Kubrak                 | 2 de noviembre de 2016    | 6ATS08          | 2,42                 |
| Luego de apreciar el asesinato de Agnes, Dominic y Shelby idean un plan para escapar de la casa: ambos deciden huir por el pasadizo secreto, pero son atacados por los espíritus de la familia Chen, obligándolos a buscar otra salida. Shelby se hiere el pie cuando el candelabro se cae y Dominic es atacado por el hombre-cerdo. Se encierran en el baño, donde Shelby se culpa por matar a Matt y se suicida cortando su garganta. Por otro lado, Lee pierde más carne de su pierna mientras es vigilada por Jether, el hijo menor de los Polk. Audrey y Monet siguen prisioneras, pero Monet logra escapar dejando a Audrey con Mama Polk, quien le quita un diente. Lee gana la confianza de Jether y decide grabar un video para Flora en el que admite haber asesinado al padre de esta, Mason, pero aprovecha un descuido del joven Polk y lo mata. Logra escapar junto a Audrey, matando a Mama Polk en el proceso. Sin embargo, solo ellas dos logran volver a la casa, ya que Monet está siendo perseguida en el bosque por el resto de la familia Polk. En la casa, ambas se encuentran con el cadáver de Matt y de Shelby, culpando de todo a Dominic, quien luego es asesinado por el hombre-cerdo. A la mañana siguiente, Dylan, el actor que interpretó a Ambrose, llega a la casa disfrazado del hombre-cerdo sorprendiendo a Audrey y Lee. |              |                          |                       |                             |                           |                 |                      |
| 72 | 9            | «Chapter 9» «Capítulo 9» | Alexis Korycinski     | Tim Minear                  | 9 de noviembre de 2016    | 6ATS09          | 2,66                 |
| Sophie (Taissa Farmiga), Milo (Jon Bass) y Todd (Jacob Artist), tres fanáticos de My Roanoke Nightmare, van por el bosque en búsqueda de la casa de Roanoke. Los tres paran para tomarse fotografías en el árbol donde fue encontrada la sudadera de Flora, pero son interrumpidos por una mujer ensangrentada, el fantasma de Diana Cross, pidiendo ayuda. Los tres blogueros persiguen a la mujer, pero descubren su cuerpo muerto en su automóvil dado vuelta. Cuando los tres informan a la policía lo sucedido, ellos dicen que no encontraron el cadáver y que los tres tienen que dejar de buscar la casa. Mientras tanto, Lee convence a Audrey de volver a la casa Polk a recuperar las cintas, ya que un video de una actriz asesinando a una anciana puede tergiversarse en los medios, pero sus intenciones son borrar su confesión. Dylan, quien trata de ayudarlas, es asesinado por Ishmael, Audrey encuentra a Monet y la libera, luego dispara en la cabeza a Ishmael Polk. Audrey y Monet logran escapar de la turba de "La Carnicera", dejando a Lee atrás. En la casa, Audrey y Monet esperan a Lee, donde la última, al no confiar en Lee decide ver el video que tanto le interesaba recuperar, observando la confesión de Lee. Mientras, Lee, quien se muere en el bosque, come un corazón de cerdo ofrecido por la Bruja del Bosque. Los tres blogueros vuelven al bosque por la noche, pero uno es asesinado por Lee (poseída por Scathach, la bruja del bosque) y los otros son empalados y quemados por los hombres de Thomasin, liderados por ésta y por Lee. Esta última va a por Audrey y Monet, matando a esta última y tirando a la otra al sótano. A la mañana siguiente, la policía llega a la casa, encuentran a salvo a Lee y a Audrey, quien sobrevivió a las heridas hechas por Lee. Al verla intenta dispararle en venganza, pero es asesinada por la policía.        |              |                          |                       |                             |                           |                 |                      |
| 73 | 10           | «Chapter 10»             | Bradley Buecker       | Ryan Murphy & Brad Falchuck | 16 de noviembre de 2016   | 6ATS10          | 2,81                 |
| En el Paleyfest de My Roanoke Nightmare, se observa la relación entre el elenco y los fanáticos del show. Tras los asesinatos de Lee, tres programas de televisión muestran los eventos posteriores a Return to Roanoke. En Crack'd se presenta el juicio de Lee, quien es absuelta por posible influencia traumática y de drogas cuando estuvo con los Polks, dejando el caso de Mason como única acusación, pero la única testigo, Flora, dice que lo vio junto con Priscilla, dando al jurado la decisión de considerarla inocente por falta de pruebas y por no creer la historia de Flora. En The Lana Winters Special, la famosa reportera Lana Winters de "Asylum" (temporada pasada) entrevista a Lee, donde se descubre que Flora desapareció nuevamente, y Lana culpa a Lee de esto, quien no lo sabía. La entrevista es interrumpida por Lot Polk, quien amenaza con matar a Lee, hasta que es asesinado por la policía. En Spirit Chasers, un grupo de investigadores paranormales, incluyendo a Ashley Gilbert (el actor de Cricket), entran ilegalmente en la casa de Roanoke durante la luna de sangre con el fin de capturar a los espíritus en vídeo. Las grabaciones se ven interrumpidas por la aparición de Lee, en búsqueda de Flora. Todo el equipo de Spirit Chasers y Ashley son asesinados por los fantasmas. Lee vuelve a reunirse con Flora y, luego de una emotiva reunión, decide sacrificarse para proteger a Priscilla y poder darle una oportunidad en la vida a Flora, quien planeaba hacer lo mismo. Flora sale de la casa, que explota cuando el disparo que mata a Lee encienda gas liberado en la casa. Desde el auto policial, ve cómo su madre camina hacia el bosque con Priscilla, luego de despedirse de ella e irse. Sin darse cuenta, los policías presentes están siendo rodeados por Thomasin y los colonos, quienes bajan lentamente en plena Luna de Sangre. |              |                          |                       |                             |                           |                 |                      |

## Producción

### Desarrollo
El 10 de noviembre de 2015, la serie fue renovada para una nueva temporada, que se estrenará el 14 de septiembre de 2016. En agosto de 2015, el cocreador Ryan Murphy declaró que: "Estamos haciendo algo que nunca hemos hecho antes en el programa" y que "la siguiente cosa que estamos elaborando es muy, muy diferente a esto Hotel. No más pequeño. Pero simplemente no opulento. Más pícaro y más oscuro". En enero de 2016, el presidente de FX John Landgraf confirmó que la temporada se estrenaría en otoño en Estados Unidos, que esta estaría ubicada en el presente, pero "con hechos del pasado".

### Casting
En octubre de 2015, Murphy le pidió a Lady Gaga, mediante la cuenta de su Twitter, que la quería de vuelta para esta temporada, pero que no esperaba una respuesta en el corto plazo. En marzo de 2016, Gaga confirmó su participación dentro de la temporada. En febrero de 2016, Angela Bassett fue la primera en dar su confirmación. En junio, Leslie Jordan, quien participó en Coven confirmó que regresaría a la serie y que trabajaría junto a Gaga. A final de mes, Matt Bomer, Cheyenne Jackson y Evan Peters se confirmó que también estarán dentro del elenco. Denis O'Hare confirmó en una entrevista que podría volver esta temporada. US Weekly confirmó que Wes Bentley, Kathy Bates y Finn Wittrock formarían parte de la temporada. TMZ confirmó la participación de Cuba Gooding Jr. dentro de la temporada el 4 de agosto de 2016. Días después, durante la gira de prensa de la Television Critics Association, Sarah Paulson confirmó su participación en la temporada. El 13 de septiembre de 2016, Jacob Artist confirmó su participación en los últimos capítulos de la temporada. El 18 de octubre del 2016, Taissa Farmiga confirma su regreso después de especulaciones, según Ryan Murphy.

### Filmación
La fotografía principal de la temporada comenzó a principios de junio de 2016, según declaraciones de Cheyenne Jackson. Tanto Angela Bassett como Jennifer Lynch dirigirán un episodio durante la temporada, siendo las primeras mujeres en ocupar ese puesto desde el inicio de la serie. El 1 de agosto de 2016, TMZ publicó imágenes del set en Santa Clarita, California donde se ve un pequeño poblado y un árbol con la palabra "Croatoan" escrita en él, haciendo referencia a la Colonia de Roanoke. Días después, TMZ publicó nuevas imágenes del set, donde se ve un bosque desconocido.

### Conexiones con temporadas anteriores
La temporada, al igual que Freak Show y Hotel presentó conexiones con temporadas antecesoras de la serie pese a su narrativa en formato de antología. Roanoke basa su argumento y escenario en la leyenda de los colonos de Roanoke así como presentar el retorno de la palabra Croatoan ambos eventos históricos mencionados por primera vez en Murder House; asimismo, se muestra el verdadero origen del Piggy Man, personaje que es visto en la primera temporada como una simple "leyenda urbana". El personaje Scathach, interpretada por Lady Gaga en My Roanoke Nightmare, fue confirmada como la suprema original, un rol de vital importancia que fue explorado en Coven, además era el ancestro de las brujas. El quinto episodio de la temporada presentó una conexión con Freak Show al revelar que los ancestros de la familia Mott fueron los primeros habitantes de la casa en Roanoke. El 31 de octubre del 2016, el creador de la serie confirmó que una de los protagonistas de Asylum, Lana Winters tendrá una aparición en algún punto final de la temporada. En cuanto a las temporadas que vinieron después de Roanoke hay una posible referencia en el quinto episodio de la octava temporada Apocalypse, en dicho episodio se menciona que Michael Langdon (Cody Fern) hará la prueba de Las Siete Maravillas en la noche de "Luna de Sangre", esta luna es bastante importante en AHS: Roanoke.

## Promoción
El 6 de junio de 2016, todas las redes sociales de la serie cambiaron su icono por una imagen de fondo negro, con un número seis rojo y un signo de interrogación superpuesto al número. El show realizó una experiencia de realidad virtual en la Convención Internacional de Cómics de San Diego que contó con material de todas las temporadas (menos la sexta), en vez de realizar un panel con los miembros del elenco.
El 27 de julio de 2016, tres adelantos fueron publicados en Snapchat. El primero muestra una cuna con un bebé llorando, sobre él hay un con una hoz, un cuchillo y otros objetos mortales, y una garra monstruosa sujeta el cuchillo. El segundo muestra una pequeña niña corriendo escalera abajo, donde una serie de manos comienzan a aparecer debajo de los escalones, hasta que una de ellas logra sujetar su tobillo. El último muestra una casa desolada en medio del campo, con humo negro saliendo de la chimenea formando un número seis, y se escucha un grito de terror proveniente del interior de la casa. Todos los adelantos cuentan con el número seis y con un signo de interrogación de la siguiente manera: "?6". Otros tres adelantos fueron publicados el mismo día. Uno muestra a dos campesinos caminando de la mano con su hija en el atardecer, donde lo único que se muestra con claridad son los ojos blancos. Otro muestra a un ciempiés caminando sobre la cabeza y rostro de una mujer rubia, quien no se inmuta por la presencia del animal. El último, muestra la sutura en la cabeza de un hombre con la forma "?6" sobre ella.
El 5 de agosto de 2016 se reveló el primer póster promocional de la temporada. En él se ve a una mujer de aspecto pálido, de labios pintados color rojo y una par de arañas saliendo de sus ojos cerrados. El 12 de agosto se revelaron dos nuevos adelantos. El primero muestra a una mujer de larga cabellera subiendo por unas escaleras sujetando una vela. Una clase es espectro aparece siguiéndola hasta que la sujeta del cabello, sorprendiéndola. El segundo muestra a una rara criatura acercándose por unas líneas ferroviarias cubiertas de una especie de niebla. Ese mismo día, se liberó el segundo póster promocional, haciendo referencia al primer adelanto estrenado aquel día. Al día siguiente se estrenó un nuevo adelanto y póster. El adelanto muestra a una enfermera cortando unas especies de adornos hechos de dientes humanos, con la forma "?6" entre ellos. mientras que el póster muestra unos ganchos sangrientos con la misma forma "?6" colgando. El 14 de agosto un nuevo adelanto fue publicado donde se ve una tienda de campaña junto a una fogata, una luz (al parecer extraterrestre) comienza a elevar a una mujer, doblándola por la mitad rompiendo su espina. Al día siguiente un nuevo adelanto muestra a una joven mujer peleando por sobrevivir en un pantano, tratando de ser ahogada por un monstruo. Este adelanto hace referencia a la película Creature from the Black Lagoon. Junto a este adelanto se publicó un nuevo póster, haciendo referencia al adelanto. El 18 de agosto, dos nuevos adelantos fueron publicados. El primero muestra a unas criaturas gigantes, al parecer hechos de paja, y a una pequeña niña caminando tras ellos con una hoz en la mano. El segundo es una recopilación de los temas de las cinco temporadas anteriores, mostrando al final una recopilación de todos los adelantos publicados para esta temporada hasta la fecha. El mismo día se publicó un nuevo póster, haciendo referencia a uno de los primeros adelantos publicados. Junto a eso, un nuevo adelanto muestra un campo alterado, en el cual se muestra una formación de figuras. El 19 de agosto, Entertainment Weekly publicó un adelanto de una mujer con un ojo en su boca mirando a su alrededor. Otros adelantos muestran a una araña saliendo de la boca de una mujer dormida, y a una persona siendo asfixiada con tela de seda. El 21 de agosto un nuevo póster fue revelado mostrando a una persona cubierta completamente de telas viejas y gastadas. El 24 de agosto, un nuevo adelanto muestra a una mujer boca abajo en una tina vieja y sucia con su cabello tomando la forma de "?6" a lo largo de la tina. La mujer voltea su cabeza dejando al descubierto una gran boca que ocupa todo el contorno de su rostro. Otro adelanto que muestra a un grupo de niños sentados en medio de un campo de maíz golpeando sus pupitres fue estrenado el 25 de agosto. El mismo día, un póster haciendo referencia al adelanto fue publicado. Al día siguiente un nuevo adelanto y póster fueron liberados. El adelanto muestra a una mano tratando de sujetarse de un rastrillo con seis puntas y a una mujer con vestido alejándose de él. El póster promocional hace referencia al mismo adelanto. El 31 de agosto otro adelanto fue estrenado. En él se muestra una hilera de arañas entrando por la parte baja del cuello de una persona.
El 1 de septiembre otro adelanto fue liberado, el que cuenta con una muñeca con características humanas y una boca muy parecida a la de Twisty, el Payaso de Freak Show. Al día siguiente un nuevo adelanto muestra a una persona saliendo a rastras del océano y con una especie de cristalización aumentando sobre su pierna derecha. Días después otro adelanto con una araña con boca monstrusa fue liberado. El 8 de septiembre un nuevo adelanto, basado en uno de los primeros pósteres promocionales, muestra a un par de arañas saliendo bajo los párpados cerrados de una mujer. Un día después se liberó el primer promocional de la temporada, el cual muestra una recopilación de pequeños fragmentos de algunos adelantos ya estrenados, y con el sencillo de Lady Gaga «Perfect Illusion» sonando de fondo.